# Mönchsbach (Goldbach)
Der Mönchsbach, auch Silberbornbach, im Harz ist ein südlicher und orographisch rechter Nebenfluss des Goldbachs im sachsen-anhaltischen Landkreis Harz.

## Namensgebung
Die Silbe Silber aus Silberbornbach und Silberbach steht für die Beschaffenheit des Wassers. Dies muss nicht unbedingt auf Silber, das hier nicht gefördert wurde, im Wasser hindeuten. Vielmehr ist davon auszugehen, dass das klare, silbrig glänzende Wasser dem Bach seinen Namen gab. Born ist ein erst ab 1469 belegtes Appellativum. Es bedeutet Quelle oder Quellwasser. Somit ist der Silberbornbach ein Bach, dessen Quelle sehr klares, silbrig schimmerndes Wasser liefert. Grund entstammt dem Althochdeutschen bzw. Mittelhochdeutschen Wort grunt, was in ursprünglicher Bedeutung der Erdboden, bzw. einfach das Unterste von etwas, war. Ab dem Mittelhochdeutschen ist daraus speziell eine Bezeichnung für ein tief eingeschnittenes Tal oder eine solche Schlucht geworden. Das Tal wurde somit offensichtlich nach der Quelle benannt. Der eigentlich Name des Baches bildet sich aus dem Namen der Quelle, mit nachträglich angehängtem -bach. Die heutige Bezeichnung Mönchsbach dürfte in ursächlichem Zusammenhang mit dem Kloster am Unterlauf des Bachs stehen.

## Verlauf
Der Mönchsbach entspringt in einem Silberbornsgrund genannten Tal des Harzes. Er entfließt der Quelle Silberborn – westlich von Blankenburg. Aus einigen Gebirgsquellen fließt Wasser zu. Der Bach folgt dem Tal und durchfließt einen 9 Morgen großen Park, Teil des zu Oesig gehörigen Waldfriedens, und wird in zwei Forellenteichen aufgestaut. Nach dem Verlassen des Parks fließt der Bach nordwärts, um an der Straße Am Lindenberg, der vom Teufelsbach kommenden Kreisstraße 1347, rechtsseitig in den Bode-Zufluss Goldbach zu münden.

## Waldfrieden
Am Mönchsbach liegt das Anwesen Waldfriedens, einst eine Farbmühle. 1898 wurde es zu einem Hotel umgebaut. Zur Energiegewinnung durch Wasserkraft wurde mit Hilfe eines Wasserrades Strom erzeugt. Die Nutzung als Hotel und Gaststätte endete am 30. Juni 1997; seit 2000 wird das Anwesen als Wohnhaus genutzt.